# 张继正
參數所指定的目標頁面不存在，建議更正成存在頁面或直接建立下列一個頁面（建立前請先搜尋是否有合適的存在頁面可以取代）：
- 張繼正 (新聞主播)

張繼正（1918年12月7日—2015年10月24日），中華民國四川华阳县人，出生於上海，中国国民党元老张群之子。

## 經歷
- 1937年，毕业于國立同济大学土木工程學系，后赴德国留学，次年又转入美国康奈尔大学继续学习
- 1944年，获美國康乃爾大學哲學博士学位后回国，任四川大学教授。
- 1944年从军，参加青年军203师。抗战胜利后，被派往台湾参加对敌方资产的接收。
- 1948年6月，美援運用委員會工業調查團展開實地勘查，張繼正與嚴家淦隨美國調查團成員陪同參觀。
- 1953年8月，任台湾大学教授，并受尹仲容之邀，任行政院下轄的工業發展委員會专员。
- 1959年进入中華民國行政院
- 1963年，美援會改組為行政院国际经济合作发展委员会（後改為行政院經濟建設委員會，今國家發展委員會）。
當時的李國鼎升為經合會的副主任委員，張繼正為秘書長。
- 1965年出任经济部常务次长。
- 1969年出任交通部部长。
- 1972年出任行政院經合會主任委員。
- 1976年升任行政院秘书长。
- 1978年出任财政部部长。
- 1981年改任总统府国策顾问，次年又出任中央信託局理事主席。
- 1983年至1990年任中華經濟研究院董事長。
- 1984年6月21日[1]至1989年6月间出任中華民國中央银行总裁，及後由前交通銀行董事長謝森中接任。

之后退休，任中央銀行顧問。

## 外部連結
- 张继正简历 （页面存档备份，存于）
- 国民党名人选录·张继正

| 中華民國政府職務 | 中華民國政府職務                                  | 中華民國政府職務 |
| ---------------- | ------------------------------------------------- | ---------------- |
| 行政院           |                                                   |                  |
| 前任： 孫運璿    | 交通部部長 第八任 1969年10月11日－1972年6月1日    | 繼任： 高玉樹    |
| 前任： 費 驊     | 行政院秘書長 第十任 1976年5月20日－1978年6月1日   | 繼任： 徐立德    |
| 前任： 費 驊     | 財政部部長 第十三任 1978年6月1日－1981年12月1日   | 繼任： 馬紀壯    |
| 前任： 俞國華    | 中央銀行總裁 第十二任 1984年6月1日－1989年5月31日 | 繼任： 謝森中    |